# Klotblixt

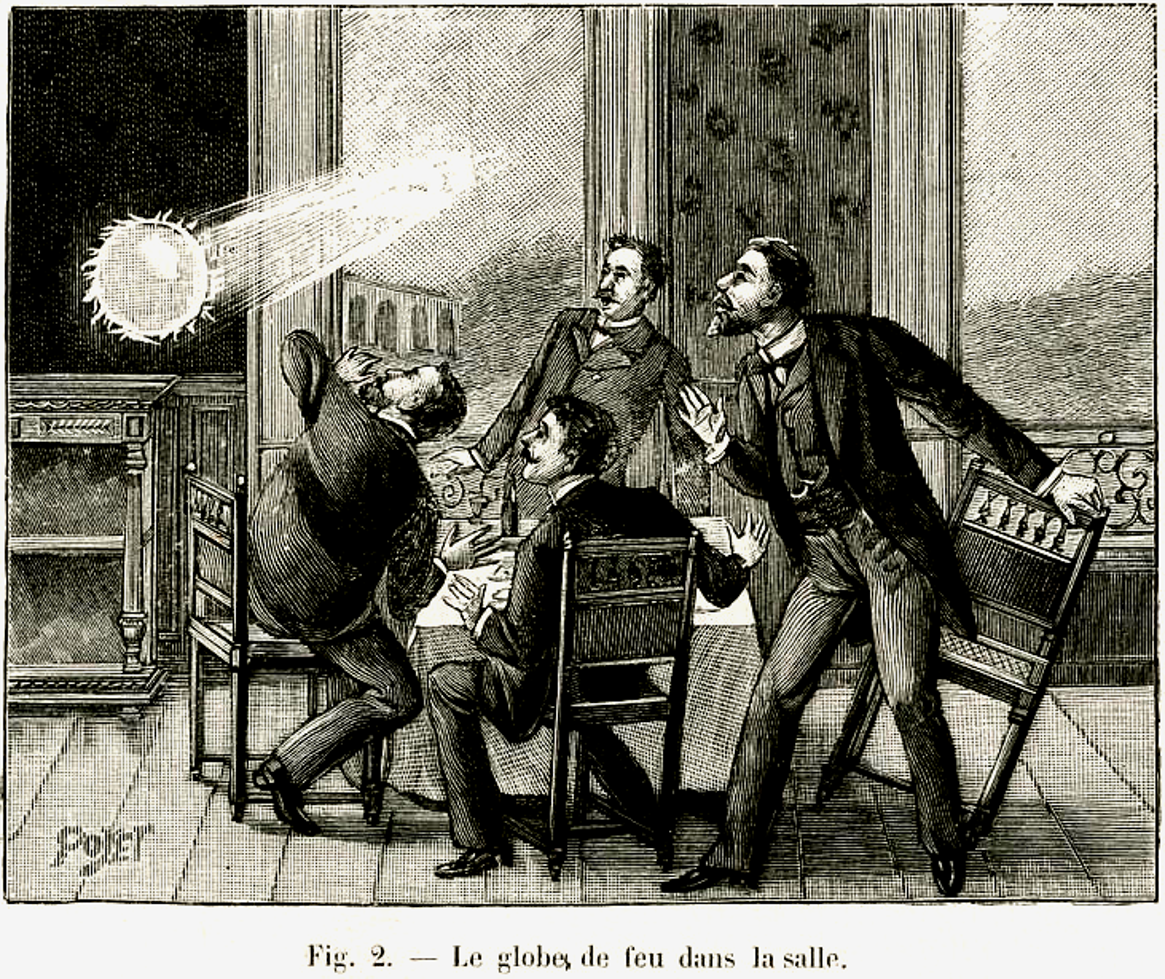
En 1800-tals-avbildning av herrar som överraskas av en klotblixt.

En klotblixt eller kulblixt är en fritt svävande och tämligen klotrund företeelse med ibland flera sekunders livstid som sällsynt uppträder i samband med åskväder, alltså vid elektriska urladdningar från åskmoln. Enligt observationer avger en del klotblixtar mycket stark värmestrålning. Existensen av klotblixtfenomenet är fortfarande omstridd, och än i dag finns det ingen konsensus i forskarvärlden. Vissa menar att det enbart är en optisk illusion likt den som uppstår när man blir bländad med en kamerablixt medan andra försökt sig på mer fysikaliska förklaringsmodeller. De vanligaste hypoteserna bygger på att klotet består av en joniserad och kraftigt elektriskt laddad gas, ett plasma.
Enligt en artikel 2018-10-02 i tidskriften Illustrerad Vetenskap är klotblixtens gåta löst. Enligt artikeln hålls klotblixtarna stabila av magnetiska linjer i plasma genom ett tillstånd kallat Bose-Einstein-kondensat. Artikeln hänvisar till en annan vetenskaplig artikel i vilken man beskriver ett experiment där en kvantmekanisk struktur kallad skyrmion skapats i ett hoptrasslat elektromagnetiskt fält i en rubidiumgas nära absoluta nollpunkten. Man menar att denna struktur väl modellererar en klotblixt.

## Händelser
I regel försvinner klotblixten efter några sekunder, antingen ljudlöst eller med en svag knall eller ljudlig explosion. Klotblixten rör sig fritt i luften, följer luftströmmar och svävar eller hoppar fram med en hastighet av några meter per sekund. Sällan stiger klotblixten uppåt, däremot har den observerats glida längs ledande föremål såsom elledningar och takrännor. Klotblixten kan komma in genom skorstenen på ett hus och den kan tränga in genom stängda fönster och dörrar varvid ibland ett runt hål uppstår i glaset. Detta kan förklaras genom att de flesta äldre hus har sprickor runt fönster och dörrar och nätverket av kiselpartiklar, som en klotblixt kan bestå av, är mycket flexibelt och följer med luftströmmen. Så om luft kan passera genom ett hål kan också klotblixten göra det för att på andra sidan åter forma sig till ett klot.
Det finns vittnesmål där klotblixtar sprängt sönder berg, plöjt långa fåror i marken och satt eld på träd. Andra vittnen säger att de bevittnat att en klotblixt svävat relativt lugnt förbi en människa när den senare har krossat betong eller splittrat järnspisar.

## Teorier
På senare år har det föreslagits att klotblixtar består av brinnande partiklar som slagits ut av normala blixtnedslag. Sådana fenomen har delvis kunnat återskapas i laboratoriemiljö. En spektroskopisk videoupptagning ger starkt stöd till denna teori.
Andra är skeptiska till att klotblixten överhuvudtaget existerar och menar att fenomenet skulle kunna röra sig om hallucinationer eller synvillor i samband med åskväder.
Klotblixtar har ibland förknippats med UFO:n och övernaturliga fenomen som spöken eller andar, och bristen på tillfredsställande vetenskapliga rön har lett många förespråkare för pseudovetenskap att komma med sin syn på saken.